# The Silent Picture Book
Albums de Buckethead
March of the Slunks
(2012) Forgotten Library
(2013)
The Silent Picture Book est le 40e album studio de Buckethead. Il est aussi le 10e album faisant partie de la série « Buckethead Pikes ».

## Liste des titres
| 1.    | Dweller by the Dark Stream | 2:44 |
| 2.    | Blind Cyclops              | 4:09 |
| 3.    | Flea Market                | 3:29 |
| 4.    | Three Steps                | 2:52 |
| 5.    | Beam of Omega              | 3:03 |
| 6.    | Whirlibird                 | 3:01 |
| 7.    | Ropelight                  | 2:45 |
| 8.    | Flashes                    | 1:06 |
| 9.    | Melting Man Part 2         | 6:38 |
| 29:47 |                            |      |

## Remarques
- La piste #9, « Melting Man Part 2 », est la suite de la première partie « Melting Man » qui est présente sur l'album The Shores of Molokai, également de la série « Buckethead Pikes ».